# Spolni organ
Spolovila ali spolni organi so človeški ali živalski organi, namenjen razmnoževanju. Pri vseh sesalcih je nastanek potomcev odvisen od sodelovanja dveh spolov, ker sta za nastanek novega bitja potrebna moška in ženska spolna celica. Spolne celice nastajajo in dozorevajo v spolnih žlezah. Moški spolni organ sta modi (testisa), ženski pa jajčnika (ovaria). K spolnim organom prištevamo še izvodila in pri ženski rodila. Že ob rojstvu se spola ločita med seboj po spolnih organih. Sekundarni spolni znaki so nekatere anatomske, fiziološke in duševne lastnosti in se razvijejo šele po rojstvu pod vplivom hormonov gonad.

## Spolovila prisesalcih

### Moška spolovila
- Modo
- Semenska izvodila
  - Ravne cevke,
  - Mrežje cevk,
  - Odvodne cevke moda
  - Nadmodkov vod
  - Semenovod
  - Ejakulacijski vod
- Pomožne spolne žleze
  - Semenjak
  - Prostata
  - Mehurčasta žleza
- Obmodek

- Spolni ud

### Ženska spolovila
- Jajčnik
- Jajcevod
- Maternica
- Nožnica
- Zunanje spolovilo